# آلان كاربنتيي
آلان كاربنتيي (بالفرنسية: Alain Carpentier)‏ هو طبيب قلب وطبيب أسنان وجراح فرنسي، ولد في 11 أغسطس 1933 في تولوز في فرنسا.